# Parvathipuram
Parvathipuram es una ciudad y municipio situada en el distrito de Vizianagaram en el estado de Andhra Pradesh (India). Su población es de 53844 habitantes (2011). Se encuentra a 82 km de Vizianagaram .

## Demografía
Según el censo de 2011 la población de Parvathipuram era de 53844 habitantes, de los cuales 26811 eran hombres y 27033 eran mujeres. Parvathipuram tiene una tasa media de alfabetización del 79,14%, superior a la media estatal del 67,02%: la alfabetización masculina es del 86,90%, y la alfabetización femenina del 71,51%.

## Clima
| Parámetros climáticos promedio de Parvathipuram, Andhra Pradesh | Parámetros climáticos promedio de Parvathipuram, Andhra Pradesh | Parámetros climáticos promedio de Parvathipuram, Andhra Pradesh | Parámetros climáticos promedio de Parvathipuram, Andhra Pradesh | Parámetros climáticos promedio de Parvathipuram, Andhra Pradesh | Parámetros climáticos promedio de Parvathipuram, Andhra Pradesh | Parámetros climáticos promedio de Parvathipuram, Andhra Pradesh | Parámetros climáticos promedio de Parvathipuram, Andhra Pradesh | Parámetros climáticos promedio de Parvathipuram, Andhra Pradesh | Parámetros climáticos promedio de Parvathipuram, Andhra Pradesh | Parámetros climáticos promedio de Parvathipuram, Andhra Pradesh | Parámetros climáticos promedio de Parvathipuram, Andhra Pradesh | Parámetros climáticos promedio de Parvathipuram, Andhra Pradesh | Parámetros climáticos promedio de Parvathipuram, Andhra Pradesh |
| Mes                                                             | Ene.                                                            | Feb.                                                            | Mar.                                                            | Abr.                                                            | May.                                                            | Jun.                                                            | Jul.                                                            | Ago.                                                            | Sep.                                                            | Oct.                                                            | Nov.                                                            | Dic.                                                            | Anual                                                           |
| --------------------------------------------------------------- | --------------------------------------------------------------- | --------------------------------------------------------------- | --------------------------------------------------------------- | --------------------------------------------------------------- | --------------------------------------------------------------- | --------------------------------------------------------------- | --------------------------------------------------------------- | --------------------------------------------------------------- | --------------------------------------------------------------- | --------------------------------------------------------------- | --------------------------------------------------------------- | --------------------------------------------------------------- | --------------------------------------------------------------- |
| Temp. máx. media (°C)                                           | 28                                                              | 30.3                                                            | 33.2                                                            | 35.1                                                            | 36.1                                                            | 34.2                                                            | 30.9                                                            | 30.8                                                            | 31.2                                                            | 30.9                                                            | 29                                                              | 27.5                                                            | 31.4                                                            |
| Temp. mín. media (°C)                                           | 16.3                                                            | 18.8                                                            | 22.1                                                            | 25.2                                                            | 27.2                                                            | 26.8                                                            | 25.3                                                            | 25.1                                                            | 25                                                              | 23.5                                                            | 19                                                              | 16.3                                                            | 22.6                                                            |
| Lluvias (mm)                                                    | 11                                                              | 9                                                               | 21                                                              | 31                                                              | 90                                                              | 172                                                             | 259                                                             | 262                                                             | 231                                                             | 182                                                             | 37                                                              | 8                                                               | 1313                                                            |
| Fuente: en.climate-data.org                                     |                                                                 |                                                                 |                                                                 |                                                                 |                                                                 |                                                                 |                                                                 |                                                                 |                                                                 |                                                                 |                                                                 |                                                                 |                                                                 |